# Lancer du poids féminin aux Jeux olympiques d'été de 1952
Pour un article plus général, voir Athlétisme aux Jeux olympiques d'été de 1952.
Navigation
Londres 1948 Melbourne 1956
L'épreuve du lancer du poids féminin aux Jeux olympiques de 1952 s'est déroulée le 26 juillet 1952 au Stade olympique d'Helsinki, en Finlande. Elle est remportée par la Soviétique Galina Zybina.

## Résultats

### Finalr
| Rang               | Athlète              | Pays             | Essais | Essais | Essais | Essais | Essais | Essais | Marque | Notes |
| Rang               | Athlète              | Pays             | 1      | 2      | 3      | 4      | 5      | 6      | Marque | Notes |
| ------------------ | -------------------- | ---------------- | ------ | ------ | ------ | ------ | ------ | ------ | ------ | ----- |
| Médaille d'or      | Galina Zybina        | Union soviétique | 15.00  | 14.58  | 14.04  | 14.55  | 14.33  | 15.28  | 15.28  | WR    |
| Médaille d'argent  | Marianne Werner      | Allemagne        | 13.89  | 13.91  | x      | x      | 14.04  | 14.57  | 14.57  |       |
| Médaille de bronze | Klavdiya Tochenova   | Union soviétique | 14.42  | x      | 14.50  | 14.11  | 14.06  | 14.35  | 14.50  |       |
| 4                  | Tamara Tyshkevich    | Union soviétique | 14.42  | 14.13  | 13.57  | 14.00  | 13.45  | 13.88  | 14.42  |       |
| 5                  | Gertrud Kille        | Allemagne        | x      | 12.49  | 13.48  | 13.77  | 13.74  | 13.84  | 13.84  |       |
| 6                  | Yvette Williams      | Nouvelle-Zélande | 12.27  | 11.54  | 13.35  | 12.68  | 12.28  | 11.73  | 13.35  |       |
| 7                  | Marija Radosavljević | Yougoslavie      | 13.23  | x      | 13.30  |        |        |        | 13.30  |       |
| 8                  | Meeri Saari          | Finlande         | 12.05  | 12.61  | 13.02  |        |        |        | 13.02  |       |
| 9                  | Paulette Veste       | France           | 12.96  | 12.23  | 12.88  |        |        |        | 12.96  |       |
| 10                 | Magdalena Breguła    | Pologne          | x      | 12.39  | 12.93  |        |        |        | 12.93  |       |
| 11                 | Dorothea Kreß        | Allemagne        | 12.91  | 12.52  | 12.61  |        |        |        | 12.91  |       |
| 12                 | Jaroslava Křítková   | Tchécoslovaquie  | 12.18  | 12.59  | 12.73  |        |        |        | 12.73  |       |
| 13                 | Eivor Olson          | Suède            | 12.46  | 11.28  | 12.05  |        |        |        | 12.46  |       |
| 14                 | Nada Kotlušek        | Yougoslavie      | 11.98  | x      | 11.76  |        |        |        | 11.98  |       |